# Parada (Carregal do Sal)
Parada ist eine Gemeinde (Freguesia) im portugiesischen Kreis Carregal do Sal. In ihr leben 744 Einwohner (Stand 19. April 2021).